# Rhynchothorax crenatus
Rhynchothorax crenatus är en havsspindelart som beskrevs av Child, C.A. 1982. Rhynchothorax crenatus ingår i släktet Rhynchothorax och familjen Rhynchothoracidae. Inga underarter finns listade i Catalogue of Life.